# Керби, Вернон
Вернон Керби (англ. Vernon Kirby; 22 июля 1911, Дурбан, Южно-Африканский Союз — 27 сентября 1994, Перт, Австралия) — южноафриканский теннисист, финалист чемпионата Франции (1931, 1937) в мужском парном разряде и чемпионата Австралии (1935) в смешанных парах.

## Спортивная карьера
Вернон Керби начал играть в лаун-теннис в пятилетнем возрасте. В старших классах, поскольку теннис в его школе был под запретом, он играл в крикет и футбол, посвящая теннису свободное время, но по окончании школы вернулся к этому спорту. Предпочитая игру с задней линии, Керби в то же время мог успешно играть в любой части корта; лучшим оружием в его арсенале были косые удары открытой ракеткой.
Уже в 1929 году Керби принял участие в товарищеском матче команд Южно-Африканского Союза и Великобритании, когда сборная Великобритании возвращалась из Австралии. В этом матче он нанёс поражения Колину Грегори, Банни Остину и Иэну Коллинзу. В 1931 году он впервые сыграл в составе сборной ЮАС в Кубке Дэвиса; на этот же год пришёлся его дебют в чемпионате Франции и Уимблдонском турнире. В Париже в первый же год Керби дошёл до четвёртого круга в одиночном разряде и до финала в паре с другим южноафриканцем Норманом Фаркуарсоном. В финале они уступили в трёх сетах американской паре Джордж Лотт-Джон ван Рин. На Уимблдоне Керби выбыл из борьбы уже в первом круге, но благодаря раннему поражению получил право сыграть в утешительном турнире Wimbledon Plate, где стал победителем.
Следующие два выступления на кортах Всеанглийского клуба стали для Керби более успешными: в 1933 году он добрался с Фаркуарсоном до полуфинала в мужском парном разряде, а на следующий год дошёл до четвертьфинала в одиночном разряде, по пути переиграв посеянного третьим Готфрида фон Крамма,. В парах в 1934 году южноафриканцы вывели из борьбы посеянный под четвёртым номером австралийский тандем Джек Кроуфорд-Адриан Квист, но оступились на этап раньше, чем за год до этого. В этом же году Керби показал свой лучший результат в турнирах Большого шлема в одиночном разряде, став полуфиналистом чемпионата США; по пути в полуфинал он обыграл молодого Дона Баджа, а затем именитого Фрэнка Шилдса, но не сумел противостоять будущему чемпиону Фреду Перри, уступив в четырёх сетах. В 1935 году, в свой единственный визит на чемпионат Австралии, южноафриканец стал четвертьфиналистом в мужских парах и финалистом в миксте, где с ним выступала местная уроженка Берди Бонд. Ещё одного, третьего за карьеру финала на турнирах Большого шлема Керби достиг снова в Фаркуарсоном — это произошло в 1937 году на чемпионате Франции, где они уступили немецкой паре фон Крамм-Хенкель.
В составе сборной ЮАС в Кубке Дэвиса Керби с 1931 по 1937 год провёл десять матчей, сыграв 16 одиночных встреч (9 побед при 7 поражениях) и 8 парных (7 побед). В чемпионатах Южной Африки он выступал до первых послевоенных лет и четыре раза (в 1933, 1935, 1937 и 1938 годах) доходил до финала, ни разу не став, однако, чемпионом.

## Участие в финалах турниров Большого шлема

### Мужской парный разряд (0-2)
| Результат | Год  | Турнир            | Покрытие | Партнёр           | Соперники в финале               | Счёт в финале      |
| --------- | ---- | ----------------- | -------- | ----------------- | -------------------------------- | ------------------ |
| Поражение | 1931 | Чемпионат Франции | Грунт    | Норман Фаркуарсон | Джордж Лотт Джон ван Рин         | 4-6, 3-6, 4-6      |
| Поражение | 1937 | Чемпионат Франции | Грунт    | Норман Фаркуарсон | Готфрид фон Крамм Хеннер Хенкель | 4-6, 5-7, 6-3, 1-6 |

### Смешанный парный разряд (0-1)
| Результат | Год  | Турнир              | Покрытие | Партнёрша  | Соперники в финале          | Счёт в финале |
| --------- | ---- | ------------------- | -------- | ---------- | --------------------------- | ------------- |
| Поражение | 1935 | Чемпионат Австралии | Трава    | Берди Бонд | Луи Бикертон Кристиан Буссю | 6-1, 3-6, 3-6 |